# Seznam zdravnikov
Seznam najbolj znanih in pomembnih zdravnikov.

## B
Andrej Bračun - 

## C
- Gerolamo Cardano

## G
- William Gilbert- Marko Godina

## H
- Robert Hooke

## M
- Julius Robert von Mayer

## O
- Heinrich Wilhelm Mathias Olbers
- Ivan Oražen